# Теренколь (озеро, Аккайынский район)
Теренколь (каз. Тереңкөл) — бессточное озеро в Аккайынском районе Северо-Казахстанской области Казахстана. Находится в 18 км к юго-западу от посёлка Смирновский. В 4 км к северу от села Аралагаш.
По данным топографической съёмки 1940-х годов, площадь поверхности озера составляет 2,36 км². Наибольшая длина озера — 2 км, наибольшая ширина — 1,8 км. Длина береговой линии составляет 11,2 км, развитие береговой линии — 2,03. Озеро расположено на высоте 129,9 м над уровнем моря. Относится к бассейну реки Иртыш.